# 農氏春
農氏春（1932年—1957年）传说是越盟領導人（後為北越主席）胡志明的情婦， 曾與胡志明育有一子，不久即被殺害並偽裝成車禍身亡。農氏春是來自高平省的儂族人。
歷史學家威廉·J·戴克提到了這個傳聞，然而卻說這個故事「就像童話故事一樣」，因為在越南國內外的檔案中，他未見到胡志明或其親屬曾提到這個故事。胡志明的個人秘書武紀在這個故事中扮演重要角色，在2004年的一次採訪中否認了這個故事的真實性，說武書軒基於一些無稽之談編造了這個故事。

## 關係
根據武書軒的書籍《午夜白天》，農氏春於1955年被選中照看胡伯伯的健康。她與姐妹農氏鐄（Nông Thị Vàng）一起住在署染街（phố Thợ Nhuộm），在光中街（phố Quang Trung）的隔壁。通常由公安部部長陳國環親自開車送農氏春去見胡，然後開車帶她回來。在那裡她懷上了胡志明的一個兒子，後來在1956年末出生，取名阮必忠（Nguyễn Tất Trung）。由於胡志明「人民的父親」以及「革命成功後才會結婚」的形象，北越共產政府基於保護對胡志明個人崇拜的原因，完全封鎖了胡與她的關係。

## 死亡
根據武書軒的說法，在1957年，共產黨為了阻止二人結婚，命令將農氏春殺害於河內西湖旁。但有兩種敘述，都牽涉到故意車禍。第一種敘述稱當她請求胡志明的一個同志，要求政府公開承認他們的關係，表現出他希望成為胡志明的妻子及北越第一夫人，越南共產黨拒絕，並命令陳國環將他她除掉。陳國環多次強姦了她，然後將她用棒子打死，並將她的屍體丟在馬路上，將謀殺偽造稱一場交通事故。另一種敘述則說她只是簡單地被一場蓄意策劃的交通事故殺害。共產黨當局後來試圖從公眾場合抹掉所有這場羅曼史的痕跡。
胡志明也被认为曾與中國南方的助產士曾雪明結婚，之前則與一位來自乂安的同鄉共產主義革命家阮氏明開結婚。

## 阮必忠的命運
根據前越南人民軍大校及人民報副主編裴信的說法，在母親死後，阮必忠於1957年被阮良朋（後來當過國家副主席）帶回家中撫養幾個月，然後被送到太原的朱文晉上將那裡照看了幾年。此後，阮必忠被帶到祖國中央婦女會（Hội phụ nữ cứu quốc trung ương）這個孤兒院，後來在烈士子女的學校阮文追學校學習。胡志明死後，他被胡志明的秘書武紀帶到家中撫養並收養了他，將他與自己年紀相仿的兩個兒子一起送到西湖畔的朱文安學校一起學習。
1988年，32歲的阮必忠與劉氏緣（Lưu Thị Duyên）結婚，1992年育有一子，最初名叫武清（Vũ Thanh），後來改名阮清忠（Nguyễn Thanh Trung）。裴信說，1989年，他經常來見武紀，並在那裡見到阮必忠。由於生病，他無法在學校好好學習，所以找工作很困難。有時候他保管倉庫，或保護工廠。當他們康復後，夫妻倆在杭苦-河內站（Hàng Cỏ - Hà Nội）後面開了一家咖啡店，後來搬到理工學院大門旁。阮必忠獲得一套房子，獲任命為軍官，並接受上校級別的薪水。